# Інурі
Інурі (рум. Inuri) — село у повіті Алба в Румунії. Входить до складу комуни Вінцу-де-Жос.
Село розташоване на відстані 273 км на північний захід від Бухареста, 10 км на захід від Алба-Юлії, 82 км на південь від Клуж-Напоки.

## Населення
За даними перепису населення 2002 року у селі проживала 121 особа, з них 120 осіб (99,2%) румунів. Рідною мовою 120 осіб (99,2%) назвали румунську.